# 裸額舟尾鱈
裸額舟尾鱈，為輻鰭魚綱鱈形目鼠尾鱈科的其中一種，分布於中大西洋海域，屬深海底棲性魚類，深度可達960公尺，體長可達37公分，棲息在深水域，生活習性不明。

## 扩展阅读
維基物種上的相關：裸額舟尾鱈